# Mania di grandezza
Mania di grandezza (La Folie des grandeurs) è un film del 1971 diretto da Gérard Oury.
Liberamente tratto dal dramma Ruy Blas di Victor Hugo, è interpretato da Louis de Funès e Yves Montand.

## Trama
Don Salluste è un ministro del re di Spagna; è un essere furbo, ipocrita e così avaro da riscuotere direttamente le imposte, in modo poi da trattenerne una parte per sé. È quindi detestato dalla popolazione che opprime.
Accusato dalla regina, una bellissima nobildonna bavarese, di aver fatto avere un figlio illegittimo a una delle sue dame di compagnia, viene rimosso dal suo incarico e condannato a ritirarsi in un monastero. Deciso a vendicarsi, entra in contatto col suo attraente nipote Cesar, divenuto brigante, ma che si rifiuta di complottare con lo zio nelle sue macchinazioni di vendetta. Don Salluste lo fa quindi catturare dai suoi scagnozzi e inviare come schiavo in Barberia. Don Salluste decide quindi di usare per la sua vendetta il suo cameriere Blaze, che ha scoperto essere innamorato della regina: lo farà passare per Cesar e l'aiuterà a sedurre la regina.
Lo stesso giorno che viene presentato a corte, Blaze (sotto le mentite spoglie del nobile Don Cesar) sventa un attentato ordito contro il re dai Grandi di Spagna. Si attira così il favore della coppia reale e diviene rapidamente ministro del Regno. Salluste scopre che i Grandi hanno deciso di vendicarsi di Blaze, dopo che questo ha approvato con il re di tassare i nobili e non i poveri. Il che potrebbe intralciare il piano di Salluste.
Da parte sua, Blaze è in procinto di dichiarare il suo amore alla regina, ma questa si dilegua per evitare la governante Doña Juana, che prende il suo posto e crede che i complimenti e le affettuosità ricevuti da Blaze siano proprio per lei, mentre Blaze in realtà non è a conoscenza della sostituzione di persona. L'appetito sessuale di Doña Juana è quindi stuzzicato e Blaze è costretto a defilarsi dopo l'arrivo di un barone che lo cercava, lasciandola sola ad esprimere i suoi sentimenti non a lui, ma al cane del re che rimpiazza Blaze subito dopo che se l'è squagliata.
Blaze si salva dal complotto preparato dai nobili, grazie a  Don Salluste, il quale scopre che la sua torta di compleanno è stata avvelenata. Ma reputando il suo salvataggio per un semplice favore del suo ex-padrone, Blaze viene fatto prigioniero da Salluste, senza capire che tramite lui si sta sviluppando una cospirazione di scala ancor maggiore.
Salluste cerca di combinare un incontro segreto tra la regina e Blaze-Don Cesar, mediante il suo pappagallo, ammaestrato e parlante, che però entra nella camera  di Doña Juana per dichiararle che Don Cesar l'ama e vuole vederla. Doña Juana, invaghita di Don Cesar, accetta volentieri l'ambasciata. Salluste, comunque, riesce a rimediare e a far pervenire lo stesso messaggio alla regina, "doppiando" il pappagallo. Mentre Salluste fa recapitare una lettera anonima al re rivelando il luogo del convegno, la regina inventa una scusa con il marito e si prepara ad andare all'appuntamento. Ciò che dà valore al contenuto della lettera anonima. Tutto questo è stato architettato da Salluste per permettergli di prendersi i meriti della rivelazione della tresca e tornare così nelle grazie del re e riavere tutti i privilegi perduti.
La situazione si complica con il ritorno del vero Cesar, fuggito dalla Barberia, che libera Blaze. Arriva doña Juana nella locanda e, davanti a Blaze, gli offre un memorabile striptease, dato che lo crede ancora innamorato di lei. Sebbene la donna desideri fortemente di far l'amore con lui, questo riuscirà a respingere le sue avances grazie a un potente sonnifero che Salluste le ha messo nella bevanda. E insieme a Cesar, Blaze sventerà tutti i piani di Salluste per far ingelosire il re, il quale crede che Blaze abbia definitivamente conquistato i favori della governante. Alla fine, il vero Cesar se ne va insieme alla Regina, sotto gli occhi sconsolati di Blaze.
Il re di Spagna spedisce don Salluste e Blaze in Barberia, il primo per i suoi complotti, il secondo per non voler sposare Doña Juana. E mentre i due sono incatenati al mulino ad acqua, dove ritrovano i nobili del fallito attentato al re, in lontananza appare Doña Juana che ha inseguito il "suo amore". 

### Box office
| Paese             | Box office          |   | Nr. di settimane | Fonte |
| Box-office        | 5 563 160 biglietti | - | -                |       |
| Box-office Parigi | 917 949 biglietti   | - | 16 sett.         |       |
| Box-office        | 1 149 112 biglietti | - | -                |       |
| Box-office        | 71 965 biglietti    | - | -                |       |

## Colonna sonora
Le musiche e la colonna sonora sono state composte dal cantautore francese Michel Polnareff.

## Notizie e curiosità
- Mania di grandezza è stato girato in Spagna (Barcellona, Granada, Madrid, Segovia, Siviglia, Toledo) e presso gli studi Franstudio, a Saint-Maurice in Val di Marna (Francia). Le scene nel deserto sono state girate nel deserto di Tabernas, nella provincia di Almería.[1]
- Gérard Oury ha affidato la colonna sonora al cantautore Michel Polnareff.
- Bourvil doveva inizialmente fare la parte di Blaze, ma la sua morte ha costretto i produttori ad assegnarla ad altro attore. Gérard Oury e Danièle Thompson hanno dichiarato, nel film documentario La Folle Heure des grandis, che l'idea di assegnare la parte di Blaze a Yves Montand è venuta a Gérard Oury durante una serata mondana con Simone Signoret, moglie dell'attore, e gli sceneggiatori (Oury, Thompson e Jullian), in principio con una certa cautela, hanno intrapreso di riscrivere completamente l'adattamento del personaggio in base alla differente personalità di Montand rispetto a Bourvil.[1]
- Nella scena dello spogliarello di Alice Sapritch, in certi momenti l'attrice è stata sostituita dalla spogliarellista Sophia Palladium.[2]
- Gli autori del film hanno voluto offrire un tributo umoristico a Victor Hugo precisando nei crediti che "Qualsiasi somiglianza coi personaggi di un famoso dramma è l'effetto di una sfortunata coincidenza", e ringraziano il famoso scrittore per la sua "preziosa collaborazione".[3].
- L'attore che interpreta il Grande di Spagna è veramente un nobile spagnolo, Don Jaime de Mora y Aragón (detto "Fabiolo"), che fa la parte di Priego, ed è l'autentico marchese di Casa Riera e, tra l'altro, fratello di Fabiola de Mora y Aragón, già regina del Belgio.
- Inizialmente il film doveva intitolarsi Les Sombres Héros (L'eroe oscuro).

## Galleria di scene

Yves Montand lava Louis de Funès nella tinozza
In piena regalia
Punizioni acerbe
Riscossioni fiscali profittevoli
Louis de Funès in sontuosa camicia da notte
La bella regina (Karin Schubert)
Una strana cortigiana: Louis de Funès in travestimento
Pappagallo galeotto
I due complottatori: de Funès e Montand si divertono